# Daniel Humbert
Pas d'image ? Cliquez ici

a Compétitions nationales et continentales officielles uniquement.

b Matchs officiels uniquement.
Dernière mise à jour le 3 février 2024.
Daniel Humbert, né le 5 février 1984 à Matadi (Zaïre), est un joueur de rugby à XV franco-congolais qui évolue au poste de talonneur (1,78 m pour 105 kg). 
En juin 2015 il honore sa première cape avec les Léopards de la République Démocratique du Congo.

## Palmarès

### En club
- Finaliste des phases finales de Pro D2 : 2007 et  2009
- Champion de France Reichel

### En équipe nationale
- Équipe de France -21